# Вачиберадзе, Бека Зазаевич
Бе́ка Заза́евич Вачибера́дзе (груз. ბექა ვაჩიბერაძე; род. 5 марта 1996, Кутаиси) — грузинско-украинский футболист, полузащитник казахстанского клуба «Улытау».

## Клубная карьера

### Украина
После переезда в Украину разговаривал только на грузинском языке, а затем — выучил русский. Воспитанник клубов «Черноморец» (Одесса) и «Шахтёр» (Донецк). Накануне своего перехода в донецкий клуб, побывал на просмотре в киевском «Динамо», но «киевлянам» не подошел из-за низкого роста. 24 июля 2013 начал футбольную карьеру в молодёжной команде донецкого «Шахтера». 26 июля 2014 дебютировал в третьей команде «Шахтера» в выездном поединке 1-о тура Второй лиги против белоцерковского «Арсенал-Киевщины». Вачиберадзе вышел на поле на 76-й минуте, заменив Артёма Габелока. В составе «Шахтера-3» сыграл 3 поединка во Второй лиге. В начале августа 2015 года из-за конфликта с руководством донецкого клуба покинул расположение команды как свободный агент.

### Испания
12 августа 2015 года стало известно, что Вачиберадзе подпишет контракт с одним из испанских клубов. 14 августа появилась информация, что следующим клубом капитана украинской молодежки станет «Реал Бетис». 27 августа он официально перешел в севильский клуб. Единственным голом в футболке второго состава «Бетиса» отличился 17 августа 2016 на 90-й минуте выездного поединка третьего дивизиона Испании против «Альхесираса». Выступал исключительно в составе второй команды «севильцев». Летом 2016 года до молодого украинца проявляли интерес несколько европейских клубов, но руководство «Бетиса» решило его не отпускать. 30 января 2017 был исключен из заявки «Бетиса Б». По словам игрока причиной этого стал его отказ подписывать новый 4-летний контракт с севильским клубом, и желание Вачиберадзе покинуть расположение клуба после окончания действующего контракта. 3 июня 2017 он покинул расположение испанского клуба.

### Латвия
В начале января 2018 года прошел просмотр в латвийском клубе РФС (Рига), с которым впоследствии и подписал контракт. Дебютировал в составе столичного клуба 1 апреля 2018 в домашнем поединке 1-го тура Высшей лиги Латвии против клуба «МЕТТА/Латвийский университет». Бека вышел на поле в стартовом составе и отыграл весь матч. Дебютными голами за столичный клуб отметился 22 апреля 2018 на 49-й и 62-й минутах выездного поединка 4-го тура Высшей лиги против «Валмиеры».

## Карьера за сборную

### Украина
С 2011 года вызывался в состав юношеских сборных Украины разных возрастов. С 2015 года вызывался в состав молодёжной сборной Украины, где также выполнял функции капитана команды.

### Грузия
Накануне матча против молодежной сборной Грузии получил вызов от грузинской стороны, но тогда решил, что будет выступать за украинскую «молодёжку». В ноябре 2017 получил футбольное гражданство Грузии. Причиной этого, по словам самого игрока, стало то, что «в украинском футболе появилось много политики», кроме этого Бека заявил, что это решение он принял уже давно.

## Личная жизнь
Бека — сын грузинского футболиста Зазы Вачиберадзе, который известен своими выступлениями за кутаисское «Торпедо».

## Достижения
«Торпедо» (Кутаиси)
- Обладатель Кубка Грузии: 2022